# Ухані-Колонія
Ухані-Колонія (пол. Uchanie-Kolonia) — колонія в Польщі, у Люблінському воєводстві Грубешівського повіту, ґміни Ухані.
1. ↑  https://bdl.stat.gov.pl/api/v1/data/localities/by-unit/060611004072-0904240?var-id=1639616&format=jsonapi